# Kassablanka
Kassablanka is een Vlaamse film uit 2002 die het verhaal vertelt van het leven van twee gezinnen in een sociale woonwijk in Antwerpen. De film is geregisseerd door Ivan Boeckmans en Guy Lee Thys, die ook het scenario schreef. De audities voor Marokkaanse acteurs namen een jaar in beslag.

## Verhaal
Het verhaal speelt zich af rond Zwarte Zondag (24 november 1991), de verkiezingsdag waarop het Vlaams Blok meer dan een derde van de stemmen haalde. De twee gezinnen waarover het gaat zijn een conservatief islamitisch gezin en een Vlaams gezin met een neo-nazistische vader.
Het loopt helemaal mis wanneer Leilah (dochter van het islamitische gezin) en Berwout (zoon van het Vlaamse gezin) op elkaar verliefd worden.

## Rolverdeling
| Acteur              | Personage          |
| ------------------- | ------------------ |
| Roy Aernouts        | Berwout Van Loock  |
| Babett Manalo       | Leilah Fawzi       |
| Mo Barich           | Mostafa Fawzi      |
| Amid Chakir         | Nonkel Nourredine  |
| Patricia Chenut     | Zonhilde Van Loock |
| Tanja Cnaepkens     | Marina Van Loock   |
| Pieter Genard       | Neef Kevin         |
| Werner Gielis       | Barman             |
| Souad Hamdaoui      | Samia Fawzi        |
| Elias Mentzel       | Lars               |
| Aida Soraya Merzoug | Tante Hayet        |
| Rudolph Segers      | Rudolf Van Loock   |
| Alain Van Goethem   | Rachid Fawzi       |
| Fred Van Kuyk       | Opa Josse          |
| Kadèr Zhanoun       | Ahmed Fawzi        |
| Luk D'Heu           | Dronken man        |